# Dübendorf
Dübendorf är en stad och kommun i distriktet Uster i kantonen Zürich, Schweiz. Kommunen har 31 506 invånare (2023).
I kommunen finns även orten Gockhausen.